# Feraghanmatta
Feraghanmattor, mattor från det iranska Feraghandistriktet. De är gjorda av fin och glansig ull och knutna med sennehknut med en täthet av mellan 300 000 och 400 000 knutar per m². Mattornas botten är oftast mörkblå men de verkar nästan helröda eftersom det röda heratimönstren helt dominerar mattan.